# جون كينورثي
جون كينورثي (بالإنجليزية: Jon Kenworthy)‏ هو لاعب كرة قدم بريطاني، ولد في 18 أغسطس 1974 في سانت أساف ‏ في المملكة المتحدة. لعب مع نادي آبريستويث تاون ونادي ترانمير روفرز لكرة القدم ونادي تشستر سيتي.